# Armorial des communes des Hautes-Alpes
- il comporte peu ou pas de sources.

Blason des Hautes-Alpes 1 : coupé émanché de deux pièces, en 1 d'or au dauphin d'azur pâmé et barbé de gueules; en 2 d'azur
Blason des Hautes-Alpes 2 : parti, en 1 de gueules à la croix cléchée, vidée et pommetée de douze pièces d’or et en 2 d’or au dauphin d’azur crêté, barbé, loré, peautré et oreillé de gueules; au chef d’azur semé de fleurs de lys d’or
Blason du Dauphiné : D'or au dauphin d'azur crêté, allumé, loré et peautré de gueules. Écartelé aux armes de France depuis 1536.

Cette page dresse les armoiries (figures et blasonnements) des communes du département des Hautes-Alpes.

(0 dessin(s) en attente.)
- Haut – A
- B
- C
- D
- E
- F
- G
- H
- I
- J
- K
- L
- M
- N
- O
- P
- Q
- R
- S
- T
- U
- V
- W
- X
- Y
- Z

## A
| Blason de Abriès | Blason  | D'or à un chamois de sable accompagné d'une fleur de lys d'azur en pointe. |
| Blason de Abriès | Détails | Le statut officiel du blason reste à déterminer.                           |

| Blason de Agnières-en-Dévoluy | Blason  | D'azur à six besants d'or, au chef du même chargé d'un agneau de sable. |
| Blason de Agnières-en-Dévoluy | Détails | Le statut officiel du blason reste à déterminer.                        |

| Blason de Aiguilles | Blason  | D'argent au pal de sable accosté de deux quintefeuilles d'azur. |
| Blason de Aiguilles | Détails | Le statut officiel du blason reste à déterminer.                |

| Blason de Ancelle | Blason  | Parti d'argent et de sable au lion brochant de l'un en l'autre, armé et lampassé de gueules. |
| Blason de Ancelle | Détails | Le statut officiel du blason reste à déterminer.                                             |

| Blason de Antonaves | Blason  | De gueules à un mouton passant, accompagné en chef d'une étoile à dextre et d'un croissant versé à senestre, le tout d'or. |
| Blason de Antonaves | Détails | Le statut officiel du blason reste à déterminer.                                                                           |

| Blason de Argentière-la-Bessée (L') | Blason  | D'azur à une truite d'argent, lorée et mitraillée de gueules, posée en barre, au chef bastillé aussi d'argent. |
| Blason de Argentière-la-Bessée (L') | Détails | Le statut officiel du blason reste à déterminer.                                                               |

| Blason de Arvieux | Blason  | D'azur à trois fasces ondées d'argent, au dauphin d'or, barbé, crêté, oreillé, lorré et peautré de gueules, brochant sur le tout. |
| Blason de Arvieux | Détails | Le statut officiel du blason reste à déterminer.                                                                                  |

| Blason de Aspremont | Blason  | D'azur au pairle d'or, à la rivière ondée en fasce d'argent brochant sur le tout. |
| Blason de Aspremont | Détails | Adopté par la municipalité.                                                       |

| Blason de Aspres-lès-Corps | Blason  | D'or à une aigle de sable, languée et armée de gueules, membrée au naturel, au chef d'azur chargé de trois étoiles de six raies d'argent. |
| Blason de Aspres-lès-Corps | Détails | Le statut officiel du blason reste à déterminer.                                                                                          |

| Blason de Aspres-sur-Buëch | Blason  | Écartelé : au 1er et au 4e d'or au sautoir de gueules, au 2e et au 3e de gueules à quatre coquilles d'or ordonnées en losange. |
| Blason de Aspres-sur-Buëch | Détails | Le statut officiel du blason reste à déterminer.                                                                               |

| Blason de Avançon | Blason  | De gueules à trois chevrons d'argent, au chef de sinople* chargé d'un fouet aux lanières plombées d'or posé en barre.                                                       |
| Blason de Avançon | Détails | * Il y a là non-respect de la règle de contrariété des couleurs : ces armes sont fautives (sinople sur gueules). Sur ite Internet de la commune, 2020. Auteur(s)J.-F. Binon |

- Haut – A
- B
- C
- D
- E
- F
- G
- H
- I
- J
- K
- L
- M
- N
- O
- P
- Q
- R
- S
- T
- U
- V
- W
- X
- Y
- Z

## B
| Blason de Baratier | Blason  | D'argent au lévrier rampant de sable, colleté et bouclé de gueules. |
| Blason de Baratier | Détails | Le statut officiel du blason reste à déterminer.                    |

| Blason de Barcillonnette | Blason  | De gueules à trois roses d'argent.               |
| Blason de Barcillonnette | Détails | Le statut officiel du blason reste à déterminer. |

| Blason de Bâtie-Montsaléon (La) | Blason  | Losangé de gueules et d'argent, au chef d'or, au lion de sinople lampassé de gueules brochant sur le tout. |
| Blason de Bâtie-Montsaléon (La) | Détails | Adopté par la municipalité.                                                                                |
| Blason de Bâtie-Montsaléon (La) | Alias   | D'azur au sautoir d'argent cantonné de quatre mouchetures d'hermine de sable.                              |

| Blason de Bâtie-Neuve (La) | Blason  | D'azur à un château à deux tourelles ajouré et maçonné de sable, à la herse du même et ouvert du champ et à un clocheton d’or sommé d'un pennon de gueules. |
| Blason de Bâtie-Neuve (La) | Détails | Le statut officiel du blason reste à déterminer. |

| Blason de La Beaume | Blason  | D'or au loup ravissant d'azur, au chef d'azur chargé de trois châteaux donjonnés d'or, ajourés de sable et ouverts du champ. |
| Blason de La Beaume | Détails | Adopté par la municipalité.                                                                                                  |

| Blason de Bénévent-et-Charbillac | Blason  | D'azur à une colombe d'argent allumée de gueules. |
| Blason de Bénévent-et-Charbillac | Détails | Le statut officiel du blason reste à déterminer.  |

| Blason de Bersac (Le) | Blason  | D'or à la bande d'azur chargée de trois demi-vols à plomb d'argent. |
| Blason de Bersac (Le) | Détails | Le statut officiel du blason reste à déterminer.                    |

| Blason de Bréziers | Blason  | D'azur au lion d'or armé et lampassé de gueules à la tierce du même brochante, au chef d'azur chargé de trois étoiles cousues de gueules.   |
| Blason de Bréziers | Détails | * Il y a là non-respect de la règle de contrariété des couleurs : ces armes sont fautives. Le statut officiel du blason reste à déterminer. |

| Blason de Briançon | Blason  | D'azur à une porte de ville crénelée d'argent surmontée de trois tourelles du même, le tout maçonné et ajouré de sable et ouvert du champ. |
| Blason de Briançon | Détails | Le statut officiel du blason reste à déterminer.                                                                                           |

| Blason de Buissard | Blason  | Écartelé: au 1 d'or à un dauphin d'azur, barbé, crêté, lorré, oreillé et peautré de gueules et au chef d'azur chargé de trois fleurs de lis d'or, au 2 de gueules à un arbre d'argent à dextre et à une chapelle du même à senestre accompagnés d'un soleil dor mouvant de l'angle senestre du chef, au 3 de sinople à une tête de bouquetin d'argent, au 4 d'or à une vache de tenné accornée, accolée et clarinée d'azur sur laquelle est brochant son veau contourné aussi de tenné. |
| Blason de Buissard | Détails | Bulletin municipal Le Courrier Buissardin No 4, janvier 2024. Auteur(s)J.-F. Binon |

Pas d'information pour les communes suivantes : Barret-sur-Méouge, La Bâtie-Vieille, Bruis, 
- Haut – A
- B
- C
- D
- E
- F
- G
- H
- I
- J
- K
- L
- M
- N
- O
- P
- Q
- R
- S
- T
- U
- V
- W
- X
- Y
- Z

## C
| Blason de Ceillac | Blason  | D'argent au chevron de gueules accompagné de trois têtes d'aigles arrachées de sable, lampassées de gueules et allumées de sinople. |
| Blason de Ceillac | Détails | Le statut officiel du blason reste à déterminer.                                                                                    |

| Blason de Cervières | Blason  | De gueules à la tête de cerf d’or.                                                        |
| Blason de Cervières | Détails | Armes parlantes. Cervus = cerf en latin. Le statut officiel du blason reste à déterminer. |

| Blason de Chabestan | Blason  | D'azur au lion d'or lampassé de gueules surmonté en chef de six étoiles rangées d'or,. |
| Blason de Chabestan | Détails | Le statut officiel du blason reste à déterminer.                                       |

| Blason de Chabottes | Blason  | D'or à l'inscription COMMUNE DE CHABOTTES de sable soutenu d'une plaine de gueules, au chef retrait du même. |
| Blason de Chabottes | Détails | Le statut officiel du blason reste à déterminer.                                                             |

| Blason de Champcella | Blason  | Parti : d'or à une clef de gueules posée en pal, d'azur à un rocher d'argent, à un bourg brochant, bâti au pied du rocher, composé d'une église et de plusieurs maisons du même, essorées de sable, au pied duquel coule une rivière aussi d'argent. |
| Blason de Champcella | Détails | Le statut officiel du blason reste à déterminer. |

| Blason de Champoléon | Blason  | Parti : au 1er de sinople au mouton paissant d'argent, au 2e d'or au dauphin d'azur, crêté, barbé, lorré, peautré et oreillé de gueules au chef d'azur à la montagne de sept pics d'argent, chargée de l'inscription « Champoléon » en lettres de sable. |
| Blason de Champoléon | Détails | Création de Jean-François Binon. Le statut officiel du blason reste à déterminer. |

| Blason de Chapelle-en-Valgaudémar (La) | Blason  | D'azur au lion d'or armé, lampassé et allumé de gueules, aux trois cotices en barre aussi de gueules brochant sur le tout. |
| Blason de Chapelle-en-Valgaudémar (La) | Détails | Le statut officiel du blason reste à déterminer.                                                                           |

| Blason de Châteauroux-les-Alpes | Blason  | D'or à un château crénelé de trois tours de gueules, ouvert du champ, ajouré et maçonné de sable, au chef d'azur chargé d'une croix d'argent.                                                          |
| Blason de Châteauroux-les-Alpes | Détails | Armes parlantes. Le chef reprend les armes de la ville d'Embrun toute proche : une croix d'argent sur un fond d'azur. Ces armes ont été adoptées par décision du conseil municipal le 19 janvier 1969. |

| Blason de Châteauvieux | Blason  | D'azur à la tour donjonnée d'argent, ouverte et ajourée de sable, sommée d'un pennon de gueules chargé d'une croix d'or. |
| Blason de Châteauvieux | Détails | Le statut officiel du blason reste à déterminer.                                                                         |

| Blason de Château-Ville-Vieille | Blason  | D'azur à la bande componée d'or et de gueules.   |
| Blason de Château-Ville-Vieille | Détails | Le statut officiel du blason reste à déterminer. |

| Blason de Chauffayer | Blason  | D'argent à l'aigle d'azur couronnée d'or, becquée et membrée de gueules. |
| Blason de Chauffayer | Détails | Le statut officiel du blason reste à déterminer.                         |

| Blason de Chorges | Blason  | D'azur au chevron bretessé d'or brochant sur les extrémités d'une croix alaisée d'argent issant de la pointe, au chef d'or chargé de trois cœurs de gueules. |
| Blason de Chorges | Détails | Le statut officiel du blason reste à déterminer. |

| Blason de Crévoux | Blason  | Taillé : au 1er d'azur à la croix d'argent cantonnée d'une crosse d'or posée en barre en pointe à dextre, au 2e de sinople à la tour crénelée de quatre pièces d'or ouverte du champ, ajourée de quatre fenêtres de sable rangées en fasce. |
| Blason de Crévoux | Détails | Le statut officiel du blason reste à déterminer. |

| Blason de Crots | Blason  | D'or au dauphin d’azur crêté, barbé, loré, peautré et oreillé de gueules qui est du Dauphiné, accosté des lettres S et L capitales de sable. |
| Blason de Crots | Détails | Le statut officiel du blason reste à déterminer.                                                                                             |

Pas d'information pour les communes suivantes : Chanousse, Châteauneuf-d'Oze, Châteauneuf-de-Chabre, La Cluse, Les Costes et D Dévoluy
- Haut – A
- B
- C
- D
- E
- F
- G
- H
- I
- J
- K
- L
- M
- N
- O
- P
- Q
- R
- S
- T
- U
- V
- W
- X
- Y
- Z

## E
| Blason de Embrun | Blason  | D'azur à la croix d'argent, couronne murale d’or à trois tours crénelées. Tenants : dauphins d’azur crêtés, barbés, lorés, peautrés et oreillés de gueules. |
| Blason de Embrun | Détails | Le statut officiel du blason reste à déterminer. |
| Blason de Embrun | Alias   | Blasonnement inconnu |

| Blason de Épine (L') | Blason  | D'azur à trois têtes de lion arrachées d'or, lampassées de gueules et couronnées d'or. |
| Blason de Épine (L') | Détails | Le statut officiel du blason reste à déterminer.                                       |

| Blason de Esparron | Blason  | De sinople à deux rochers d'argent mouvant des flancs d'où sort une rivière coulant en bande du même. |
| Blason de Esparron | Détails | Le statut officiel du blason reste à déterminer.                                                      |

| Blason de Espinasses | Blason  | Écartelé : au 1er et 4e de gueules au lion couronné d'or, au 2e et 3e d'azur au chevron d'or au chef du même chargé de trois triangles renversés de gueules. |
| Blason de Espinasses | Détails | Le statut officiel du blason reste à déterminer. |

| Blason de Eygliers | Blason  | De sinople à un Saint Guillaume d'argent nimbé d'or, ceinturé de sable, tenant un bâton du même de la senestre, accosté de deux moutons affrontés aussi d'argent. |
| Blason de Eygliers | Détails | Le statut officiel du blason reste à déterminer. |

| Blason de Eyguians | Blason  | Parti : au 1er d'argent au lion contourné de gueules, au 2e d'argent au lion de gueules.           |
| Blason de Eyguians | Détails | Le statut officiel du blason reste à déterminer.                                                   |
| Blason de Eyguians | Alias   | D'argent à deux lions affrontés de gueules, tenant une serre d’aigle de sable en pal vers le chef. |

Pas d'information pour les communes suivantes : Éourres, Étoile-Saint-Cyrice
- Haut – A
- B
- C
- D
- E
- F
- G
- H
- I
- J
- K
- L
- M
- N
- O
- P
- Q
- R
- S
- T
- U
- V
- W
- X
- Y
- Z

## F
| Blason de Fare-en-Champsaur (La) | Blason  | De gueules aux deux pals d'argent, au lion de l'un en l'autre brochant. |
| Blason de Fare-en-Champsaur (La) | Détails | Le statut officiel du blason reste à déterminer.                        |

| Blason de Faurie (La) | Blason  | De gueules à la tour d’or, donjonnée de deux tourelles, maçonnée de sable, soutenue par deux écots d’or posés en chevron renversé. |
| Blason de Faurie (La) | Détails | Le statut officiel du blason reste à déterminer.                                                                                   |

| Blason de Forest-Saint-Julien | Blason  | De gueules à un renard ravissant d'or.           |
| Blason de Forest-Saint-Julien | Détails | Le statut officiel du blason reste à déterminer. |

| Blason de Fouillouse (Hautes-Alpes) | Blason  | D'azur à la croix d'argent cantonné au 1er et au 4e d'un lion d'or armé, lampassé et allumé de gueules, celui du 1er contourné, au 2e d'une grappe de raisin d'argent feuillée d'or, au 3e de deux clés d'argent passées en sautoir et liées d'or, la croix chargée de deux mains dextres de gueules, l'une paumée à senestre, l'autre contre-paumée à dextre, les doigts pointés les uns vers les autres, le tout disposé en fasce. |
| Blason de Fouillouse (Hautes-Alpes) | Détails | Le statut officiel du blason reste à déterminer. |

| Blason de La Freissinouse | Blason  | Parti : au 1er losangé d'argent et de gueules, au 2e coupé au I écartelé d'azur à trois fleurs de lys d'or et d'or au dauphin d'azur barbé, crêté, peautré, oreillé et lorré de gueules, au II palé d'or et de gueules de huit pièces, le tout sommé d'un chef d'or chargé de deux arbres de gueules. |
| Blason de La Freissinouse | Détails | Adopté par la municipalité. |

| Blason de Furmeyer | Blason  | D'azur au cyprès arraché d'or, sommé d'une tourterelle d'argent. |
| Blason de Furmeyer | Détails | Le statut officiel du blason reste à déterminer.                 |

Pas de blason pour  Freissinières
- Haut – A
- B
- C
- D
- E
- F
- G
- H
- I
- J
- K
- L
- M
- N
- O
- P
- Q
- R
- S
- T
- U
- V
- W
- X
- Y
- Z

## G
| Blason de Gap | Blason  | D'azur à un portail de ville crénelé d'or ouvert et ajouré de trois pièces du champ, maçonné de sable, sommé de quatre tourelles aussi d'or ouvertes et ajourées du champ, les deux du centre plus hautes et couvertes, les deux autres crénelées. |
| Blason de Gap | Détails | Le statut officiel du blason reste à déterminer. |

| Blason de Glaizil (Le) | Blason  | D'or à un créquier de gueules.                   |
| Blason de Glaizil (Le) | Détails | Le statut officiel du blason reste à déterminer. |

| Blason de Grave (La) | Blason  | D'azur à trois fleurs de lys d'or surmontées d'un lambel d'argent, au filet en bande de sable brochant sur le tout. |
| Blason de Grave (La) | Détails | Le statut officiel du blason reste à déterminer.                                                                    |

| Blason de Guillestre | Blason  | D'or à l'aigle bicéphale de sable armée, membrée, allumée et becquée de gueules sur le tout d'azur à la croix d'argent. |
| Blason de Guillestre | Détails | Le statut officiel du blason reste à déterminer.                                                                        |

## H et I
Pas d'information pour les communes suivantes : La Haute-Beaume, Les Infournas

## J
| Blason de Jarjayes | Blason  | Écartelé : au 1er et au 4e d'azur au serpent arrondi d'argent se mordant la queue, au 2e et au 3e d'azur aux trois têtes de lion, arrachées, lampassées et couronnée d'or. |
| Blason de Jarjayes | Détails | Le statut officiel du blason reste à déterminer. |

## L
| Blason de Lagrand | Blason  | Écartelé : au 1er d'argent à la croix alésée, potencée de gueules cantonnée de quatre croisettes du même, au 2e d'or au dauphin d'azur, barbé, crêté, oreillé, lorré et peautré de gueules, au 3e de sinople à la montagne d'argent mouvant de la pointe, senestrée d'une plume d'or, au 4e de gueules à la tête de crosse d'or.                                                                                      |
| Blason de Lagrand | Détails | Au 1er quartier, la croix du saint Sépulcre rappelle que l'église locale est placée sous son obédience. Le 2e évoque le Dauphiné auquel appartient la commune. Le 3e représente la montagne de Garde, la plume symbolisant la foire aux dindes. Le dernier évoque l'ancien prieuré du XIe siècle. Créé par JF Binon. Adopté par la municipalité en 2013. Commune intégrée à Garde-Colombe depuis le 1er janvier 2016. |

| Blason de Laragne-Montéglin | Blason  | D'or au lion de sable armé, lampassé et couronné de gueules, au chef d'azur chargé de trois croissants d'argent. |
| Blason de Laragne-Montéglin | Détails | Le statut officiel du blason reste à déterminer.                                                                 |

| Blason de Lardier-et-Valença | Blason  | D'azur au lion d'argent armé, lampassé et allumé de gueules, à la bordure cousue du même. |
| Blason de Lardier-et-Valença | Détails | Le statut officiel du blason reste à déterminer.                                          |

| Blason de Laye | Blason  | D'azur à la barre d'or chargée de cinq gentianes aussi d'azur, accompagnée en chef d'une montagne d'argent chargée d'un sapin de sinople et en pointe d'une tête de chamois au naturel. |
| Blason de Laye | Détails | Délibération du conseil municipal du 11 mai 2010. |

| Blason de Lazer | Blason  | Écartelé : au 1er et au 4e d'argent à trois roses de gueules en fasce, au 2e et au 3e d'or à un dauphin d'azur crêté, barbé, loré, peautré et oreillé de gueules. |
| Blason de Lazer | Détails | Le statut officiel du blason reste à déterminer. |

| Blason de Lettret | Blason  | De gueules à deux clés d'or, les pannetons adossés, les anneaux liés de sable. |
| Blason de Lettret | Détails | Le statut officiel du blason reste à déterminer.                               |

- Haut – A
- B
- C
- D
- E
- F
- G
- H
- I
- J
- K
- L
- M
- N
- O
- P
- Q
- R
- S
- T
- U
- V
- W
- X
- Y
- Z

## M
| Blason de Manteyer | Blason  | Coupé émanché de cinq pièces, les pointes pommetées en chef, au 1er d'argent à une fasce d'azur, au 2e d'azur plain. |
| Blason de Manteyer | Détails | Le statut officiel du blason reste à déterminer.                                                                     |

| Blason de Molines-en-Queyras | Blason  | D'azur à un moulin à vent d'argent, les ailes d'or, sommé d'un pavillon de gueules. |
| Blason de Molines-en-Queyras | Détails | Armes parlantes. Le statut officiel du blason reste à déterminer.                   |

| Blason de Monêtier-Allemont | Blason  | D'or à trois arbres terrassés et rangés de sinople, au chef cousu d'argent chargé d'une étoile d'azur accostée de deux tourteaux de gueules. |
| Blason de Monêtier-Allemont | Détails | Le statut officiel du blason reste à déterminer.                                                                                             |

| Blason de Monêtier-les-Bains (Le) | Blason  | D'azur à une coquille d'argent accompagnée en chef de deux équerres affrontées d'or et en pointe d'un huchet contourné d'or embouché, lié, virolé et enguiché de sable. |
| Blason de Monêtier-les-Bains (Le) | Détails | Le statut officiel du blason reste à déterminer. |

| Blason de Montclus | Blason  | Losangé d'argent et de gueules, au chef d'or chargé d'un lion léopardé passant de sable. |
| Blason de Montclus | Détails | Le statut officiel du blason reste à déterminer.                                         |

| Blason de Mont-Dauphin | Blason  | Parti : au 1er d'azur à trois fleurs de lys d'or, au 2e d'or à un dauphin d'azur crêté, barbé, loré, peautré et oreillé de gueules, qui est du Dauphiné. |
| Blason de Mont-Dauphin | Détails | Armes parlantes. Le statut officiel du blason reste à déterminer.                                                                                        |

| Blason de Montgardin | Blason  | Mantelé de gueules au château d'argent maçonné de sable, ouvert et ajouré du champ, surmonté d'une rose aussi d'argent, et d'or à deux dauphins affrontés d'azur crêtés, barbés, lorés, peautrés et oreillés de gueules. |
| Blason de Montgardin | Détails | Adopté :Bulletin municipal.mai 2008. Auteur(s)J.-F. Binon |

| Blason de Montgenèvre | Blason  | Parti : au 1er d'or au dauphin d'azur crêté, barbé, loré, peautré et oreillé de gueules, au 2e de gueules à la croix haussée d'argent, au pal bretessé de sable brochant sur la partition. |
| Blason de Montgenèvre | Détails | Le statut officiel du blason reste à déterminer. |

| Blason de Montjay | Blason  | D'hermine au chef d'azur chargé d'un loup d'argent. |
| Blason de Montjay | Détails | Le statut officiel du blason reste à déterminer.    |

| Blason de Montmaur | Blason  | De gueules à deux châteaux crénelés de quatre pièces surmontées de trois tourelles couvertes, celles du centre plus hautes, le tout d'or, ouvert et ajouré de sable, au chef d'or losangé de quatre pièces de gueules. |
| Blason de Montmaur | Détails | Le statut officiel du blason reste à déterminer. |

| Blason de Montrond | Blason  | De gueules à un serpent ondoyant d'argent posé en pal et couronné d'or de cinq fleurons en triangle. |
| Blason de Montrond | Détails | Le statut officiel du blason reste à déterminer.                                                     |

| Blason de Motte-en-Champsaur (La) | Blason  | De gueules à un chardon d'or accompagné de trois croissants du même.                                                          |
| Blason de Motte-en-Champsaur (La) | Détails | Le blason de cette commune vient de la famille de Menon de Champsaur, une famille qui était seigneur de la Motte-en-Champsaur |

Pas d'information pour les communes suivantes : Méreuil, Montbrand, Montmorin, Moydans
- Haut – A
- B
- C
- D
- E
- F
- G
- H
- I
- J
- K
- L
- M
- N
- O
- P
- Q
- R
- S
- T
- U
- V
- W
- X
- Y
- Z

## N
| Blason de Neffes | Blason  | De gueules à deux clefs d'or passées en sautoir, accompagnées en chef d'une fleur de lys du même. |
| Blason de Neffes | Détails | Le statut officiel du blason reste à déterminer.                                                  |

| Blason de Névache | Blason  | D'azur à deux clés passées en sautoir d'argent, les pannetons en forme de lettre N, les anneaux liés d'or, surmontées d'une couronne du même. |
| Blason de Névache | Détails | Le statut officiel du blason reste à déterminer.                                                                                              |

| Blason de Noyer (Le) | Blason  | D'argent à un noyer de sinople, au chef d'azur chargé de trois roses d'argent. |
| Blason de Noyer (Le) | Détails | Armes parlantes. Le statut officiel du blason reste à déterminer.              |

Pas d'information pour les communes suivantes : Nossage-et-Bénévent
- Haut – A
- B
- C
- D
- E
- F
- G
- H
- I
- J
- K
- L
- M
- N
- O
- P
- Q
- R
- S
- T
- U
- V
- W
- X
- Y
- Z

## O
| Blason de Orcières | Blason  | D'argent au chef de gueules, à l'ours en pied de sable tenant de ses pattes de devant une couronne d'or brochant sur le tout. |
| Blason de Orcières | Détails | Armes parlantes. À peu près : ours. Le statut officiel du blason reste à déterminer.                                          |

| Blason de Orpierre | Blason  | Écartelé : au 1er et 4e de gueules à la bande d'or bordée d'argent, au 2e d'or au huchet au naturel, au 3e d'or à l'inscription VALLIS PETROSUS de sable sur deux rangs.                                                                  |
| Blason de Orpierre | Détails | La bande est celle de la famille de Chalon, seigneurs d'Orpierre. L'olifant, ou huchet, renvoie aux princes d'Orange et le Vallis Petrosvs est le nom latin de la commune signifiant « la vallée pierreuse ». Adopté par la municipalité. |
| Blason de Orpierre | Alias   | Écartelé : d'azur à la croix d'argent cantonnée de vingt billettes d'or et d'or à deux fasces de gueules. |

| Blason de Orres (Les) | Blason  | D'or à la fasce de gueules, accompagnée de trois hures de sable défendues d'argent et allumées de gueules, à la bordure componée d'or et de sable. |
| Blason de Orres (Les) | Détails | Le statut officiel du blason reste à déterminer.                                                                                                   |

Pas d'information pour les communes suivantes : Oze
- Haut – A
- B
- C
- D
- E
- F
- G
- H
- I
- J
- K
- L
- M
- N
- O
- P
- Q
- R
- S
- T
- U
- V
- W
- X
- Y
- Z

## P
| Blason de Pelleautier | Blason  | D'azur au huchet contourné d'or, lié, virolé et enguiché d'argent, accompagné de trois étoiles d'or. |
| Blason de Pelleautier | Détails | Le statut officiel du blason reste à déterminer.                                                     |

| Blason de Pelvoux | Blason  | De gueules à deux cotices d'or mises en barre, à l'aigle de sable brochant sur le tout. |
| Blason de Pelvoux | Détails | Le statut officiel du blason reste à déterminer.                                        |

| Blason de Poët (Le) | Blason  | De gueules au senestrochère d'argent tenant une épée d'or. |
| Blason de Poët (Le) | Détails | Le statut officiel du blason reste à déterminer.           |

| Blason de Poligny | Blason  | De gueules aux trois chevrons d'argent, au chef d'or chargé d'un renard du champ. |
| Blason de Poligny | Détails | Le statut officiel du blason reste à déterminer.                                  |

| Blason de Prunières | Blason  | De gueules à la bande d'or accompagnée en chef d'un gland vêtu, tigé et feuillé du même et en pointe d'un besant d'or, au chef cousu d'azur chargé de trois étoiles d'or. |
| Blason de Prunières | Détails | Site Internet de la commune, 2012. Auteur(s)J.-F. Binon |

| Blason de Puy-Saint-André | Blason  | D'argent au sautoir de sinople, cantonné de quatre dauphins du même crêtés, barbés, lorés, peautrés et oreillés de gueules. |
| Blason de Puy-Saint-André | Détails | Le statut officiel du blason reste à déterminer.                                                                            |

| Blason de Puy-Saint-Eusèbe | Blason  | De sinople à trois huchets d'or liés de gueules, le 1er posé en bande, le pavillon en haut, le 2e posé en barre, le pavillon en haut, le 3e posé en fasce, le pavillon à senestre. |
| Blason de Puy-Saint-Eusèbe | Détails | Le statut officiel du blason reste à déterminer. |

| Blason de Puy-Saint-Vincent | Blason  | D'argent au chamois de sable arrêté sur un mont de sinople issant de la pointe. |
| Blason de Puy-Saint-Vincent | Détails | Le statut officiel du blason reste à déterminer.                                |

| Blason de Puy-Sanières | Blason  | D'argent au lion de gueules, au chef d'azur chargé de trois rencontres de vache d'or. |
| Blason de Puy-Sanières | Détails | Le statut officiel du blason reste à déterminer.                                      |

Pas d'information pour les communes suivantes : La Piarre, Puy-Saint-Pierre
- Haut – A
- B
- C
- D
- E
- F
- G
- H
- I
- J
- K
- L
- M
- N
- O
- P
- Q
- R
- S
- T
- U
- V
- W
- X
- Y
- Z

## R
| Blason de Rambaud | Blason  | De sinople à un saint Marcel de carnation, nimbé d'or, vêtu d'argent, bénissant de la dextre, tenant de la senestre une crosse d'or et portant une mitre du même. |
| Blason de Rambaud | Détails | Le statut officiel du blason reste à déterminer. |

| Blason de Remollon | Blason  | Coupé : au 1er d'azur à deux chevrons d'or, accompagnés de trois besants d'argent, deux en chef et un en pointe, au 2e d'or à un arbre de sinople, issant de la pointe. |
| Blason de Remollon | Détails | Le statut officiel du blason reste à déterminer. |

| Blason de Réotier | Blason  | D'argent au lion de sable armé et lampassé de gueules, au chef de sinople chargé de deux huchets d'or liés de gueules et affrontés par l'embouchure. |
| Blason de Réotier | Détails | Le statut officiel du blason reste à déterminer. |

| Blason de Ribiers | Blason  | De contre-hermine au chef d'or, à la pointe de gueules brochant sur le tout. |
| Blason de Ribiers | Détails | Le statut officiel du blason reste à déterminer.                             |

| Blason de Risoul | Blason  | D'azur au lion d'or escaladant un roc d'argent, au chef aussi d'or chargé à dextre d'un croissant du champ et à senestre d'une molette de sable. |
| Blason de Risoul | Détails | Le statut officiel du blason reste à déterminer.                                                                                                 |

| Blason de Ristolas | Blason  | D'or à un ours arrêté de sable, accolé de gueules. |
| Blason de Ristolas | Détails | Le statut officiel du blason reste à déterminer.   |

| Blason de Rochebrune | Blason  | D'argent à deux rocs d'échiquiers de sable posés en pal et accostés de deux pals de gueules.           |
| Blason de Rochebrune | Détails | Armes parlantes. À peu près : rocs d’échiquier noirs. Le statut officiel du blason reste à déterminer. |

| Blason de Roche-de-Rame (La) | Blason  | D'argent, au lion de sable, armé, lampassé et allumé de gueules. |
| Blason de Roche-de-Rame (La) | Détails | Le statut officiel du blason reste à déterminer.                 |

| Blason de Roche-des-Arnauds (La) | Blason  | Losangé d'argent et de gueules, au chef d'or.    |
| Blason de Roche-des-Arnauds (La) | Détails | Le statut officiel du blason reste à déterminer. |

| Blason de Rochette (La) | Blason  | Coupé, le trait du coupé formant la silhouette de la falaise du lieu-dit Le Chapeau de Napoléon : au 1er d'azur à la tour d'argent maçonnée de sable à dextre et au griffon d'argent becqué et membré de gueules à senestre, au 2e d'or au dauphin d'azur, barbé, crêté, lorré, peautré et oreillé de gueules. |
| Blason de Rochette (La) | Détails | Adopté (Bulletin municipal, 1er semestre 2018). Auteur(s)J.-F. Binon |

| Blason de Rosans | Blason  | D'azur à trois roses d'argent, au chef d'or,.                     |
| Blason de Rosans | Détails | Armes parlantes. Le statut officiel du blason reste à déterminer. |

## Héraldique
| Blason de Rousset-Serre-Ponçon | Blason  | De gueules à la croix vidée, cléchée et pommetée d'argent. |
| Blason de Rousset-Serre-Ponçon | Détails | Site Internet de la commune, 2012.                         |

Pas d'information pour les communes suivantes : Rabou, Ribeyret Réallon
- Haut – A
- B
- C
- D
- E
- F
- G
- H
- I
- J
- K
- L
- M
- N
- O
- P
- Q
- R
- S
- T
- U
- V
- W
- X
- Y
- Z

## S
| Blason de Saint-André-d'Embrun | Blason  | Tranché : au 1er d'argent au dauphin contourné d'azur crêté, barbé, loré, peautré et oreillé de gueules en chef et au flanchis du même en pointe, rangés en bande, au 2e d'or au mélèze de sinople en chef et à l'agneau burel contourné au naturel (brun) paissant en pointe, rangés en bande. |
| Blason de Saint-André-d'Embrun | Détails | Le statut officiel du blason reste à déterminer. |

| Blason de Saint-André-de-Rosans | Blason  | D'argent au sautoir de gueules, chargé d'un animal fabuleux d'or et cantonné de quatre mouchetures d'hermine de sable. |
| Blason de Saint-André-de-Rosans | Détails | L'animal fabuleux est celui figurant sur une mosaïque du prieuré. Bulletin municipal, 2019. Auteur(s)J.-F. Binon       |

| Blason de Saint-Apollinaire | Blason  | D'or à la bordure componée d'or et de sable.     |
| Blason de Saint-Apollinaire | Détails | Le statut officiel du blason reste à déterminer. |

| Blason de Saint-Bonnet-en-Champsaur | Blason  | De gueules au lion d'or, au chef d'azur chargé de trois roses d'argent. |
| Blason de Saint-Bonnet-en-Champsaur | Détails | Le statut officiel du blason reste à déterminer.                        |

| Blason de Saint-Chaffrey | Blason  | D'azur aux trois barres de gueules*, au léopard lionné d'argent brochant sur le tout.                                                       |
| Blason de Saint-Chaffrey | Détails | * Il y a là non-respect de la règle de contrariété des couleurs : ces armes sont fautives. Le statut officiel du blason reste à déterminer. |

| Blason de Saint-Clément-sur-Durance | Blason  | D'azur à une tour d'argent maçonnée ajourée et ouverte de sable, posée sur une terrasse de sinople.                                                                            |
| Blason de Saint-Clément-sur-Durance | Détails | Conflit héraldique. Le blasonnement annonce : ajourée et ouverte de sable, l’écu montre une tour ajourée et ouverte d’argent. Le statut officiel du blason reste à déterminer. |

| Blason de Saint-Crépin | Blason  | De sinople, au lion d'argent armé et lampassé de gueules. |
| Blason de Saint-Crépin | Détails | Le statut officiel du blason reste à déterminer.          |

| Blason de Saint-Disdier | Blason  | D'azur à la bande d'argent chargée de trois croisettes à plomb de sable. |
| Blason de Saint-Disdier | Détails | Le statut officiel du blason reste à déterminer.                         |

| Blason de Saint-Étienne-en-Dévoluy | Blason  | D'azur à deux palmes d'or en sautoir, à une pierre d'argent brochant sur le tout, à la champagne denchée du même. |
| Blason de Saint-Étienne-en-Dévoluy | Détails | Le statut officiel du blason reste à déterminer.                                                                  |

| Blason de Saint-Étienne-le-Laus | Blason  | De gueules aux trois chevrons d'argent, au chef cousu d'azur chargé d'une croix aussi d'argent. |
| Blason de Saint-Étienne-le-Laus | Détails | Le statut officiel du blason reste à déterminer.                                                |

| Blason de Saint-Firmin | Blason  | D'azur au lion d'or, armé, lampassé et allumé de gueules, à la bande brochant d'argent chargée de trois roses aussi de gueules. |
| Blason de Saint-Firmin | Détails | Le statut officiel du blason reste à déterminer.                                                                                |

| Blason de Saint-Jean-Saint-Nicolas | Blason  | Tranché : au 1er de gueules à une fleur de lys d'or, au 2e d'azur à une rose d'argent, à la cotice d'or brochant sur la partition, sur le tout d'or à une tour couverte de sable ouverte et ajourée du champ. |
| Blason de Saint-Jean-Saint-Nicolas | Détails | Le statut officiel du blason reste à déterminer. |

| Blason de Saint-Julien-en-Champsaur | Blason  | D'or à la couleuvre de sable, languée du même, posée en pal et ondoyante, au chef de gueules chargé d'une colombe d'argent. |
| Blason de Saint-Julien-en-Champsaur | Détails | Le statut officiel du blason reste à déterminer.                                                                            |

| Blason de Saint-Laurent-du-Cros | Blason  | De gueules à une épée d'or, la pointe en bas posée en bande, accostée de deux dauphins d'or crêtés, barbés, lorés, peautrés et oreillés de sable. |
| Blason de Saint-Laurent-du-Cros | Détails | Le statut officiel du blason reste à déterminer.                                                                                                  |

| Blason de Saint-Léger-les-Mélèzes | Blason  | D'azur à une étoile de neige d'argent, au chef de sable cousu chargé de deux mélèzes d'argent et de deux soleils non figurés d'or alternés. |
| Blason de Saint-Léger-les-Mélèzes | Détails | Armes parlantes. Le statut officiel du blason reste à déterminer.                                                                           |

| Blason de Saint-Martin-de-Queyrières | Blason  | D'or à un pont de quatre arches de gueules, maçonné de sable, au chef d'azur denché de cinq pièces. |
| Blason de Saint-Martin-de-Queyrières | Détails | Le statut officiel du blason reste à déterminer.                                                    |

| Blason de Saint-Pierre-Avez | Blason  | D'argent à la croix de Malte de gueules, au chef de contre-hermine,. |
| Blason de Saint-Pierre-Avez | Détails | Le statut officiel du blason reste à déterminer.                     |

| Blason de Saint-Sauveur | Blason  | D'azur à l'église du lieu d'argent accompagnée en chef de deux étoiles d'or. |
| Blason de Saint-Sauveur | Détails | Le statut officiel du blason reste à déterminer.                             |

| Blason de Saint-Véran | Blason  | De sinople à l'aigle de sable*, lampassée et membrée de gueules.                                                                            |
| Blason de Saint-Véran | Détails | * Il y a là non-respect de la règle de contrariété des couleurs : ces armes sont fautives. Le statut officiel du blason reste à déterminer. |

| Blason de Saix (Le) | Blason  | Parti : au 1er coupé, au I de sinople à une crosse abbatiale d'or, au II d'or à un dauphin hauriant d'azur, barbé, crêté, oreillé, peautré et lorré de gueules, la queue contournée, au 2e de gueules à une grue d'argent, becquée d'or et tenant sa vigilance d'argent. |
| Blason de Saix (Le) | Détails | Le statut officiel du blason reste à déterminer. |

| Blason de Saléon | Blason  | De gueules à la fasce échiquetée de sinople et d'argent de deux tires, accompagnée en chef d'un croissant d'or.                             |
| Blason de Saléon | Détails | * Il y a là non-respect de la règle de contrariété des couleurs : ces armes sont fautives. Le statut officiel du blason reste à déterminer. |

| Blason de Salérans | Blason  | D'azur au sautoir d'argent cantonné de quatre mouchetures d'hermine de sable*.                                                              |
| Blason de Salérans | Détails | * Il y a là non-respect de la règle de contrariété des couleurs : ces armes sont fautives. Le statut officiel du blason reste à déterminer. |

| Blason de Salle-les-Alpes (La) | Blason  | Parti : d'azur au lion contourné d'or et de sable au léopard lionné d'argent. |
| Blason de Salle-les-Alpes (La) | Détails | Le statut officiel du blason reste à déterminer.                              |

| Blason de Saulce (La) | Blason  | D'argent, à trois pals de gueules, au chef de sinople chargé d'une étoile d'or. |
| Blason de Saulce (La) | Détails | Le statut officiel du blason reste à déterminer.                                |

| Blason de Savines-le-Lac | Blason  | De sinople au huchet contourné d'or, lié, virolé et enguiché de gueules. |
| Blason de Savines-le-Lac | Détails | Le statut officiel du blason reste à déterminer.                         |

| Blason de Savournon | Blason  | D'or à quatre pals de gueules, au mouton contourné et paissant d'argent brochant sur le tout, au chef d'azur chargé de l'inscription « omnia velut me » d'or. |
| Blason de Savournon | Détails | Le statut officiel du blason reste à déterminer. |

| Blason de Serres | Blason  | D'hermine au chef d'or chargé de quatre pals de gueules. |
| Blason de Serres | Détails | Le statut officiel du blason reste à déterminer.         |

| Blason de Sigoyer | Blason  | D'azur au sautoir d'argent cantonné de quatre fleurs de lys d'or, sur le tout un écusson de gueules à un senestrochère d'argent tenant une épée d'or. |
| Blason de Sigoyer | Détails | Le statut officiel du blason reste à déterminer. |

Pas d'information pour les communes suivantes : Saint-Auban-d'Oze, Saint-Eusèbe-en-Champsaur, Saint-Genis, Saint-Jacques-en-Valgodemard, Saint-Maurice-en-Valgodemard,Saint-Michel-de-Chaillol Saint-Pierre-d'Argençon, Sainte-Colombe, Sainte-Marie, Le Sauze-du-Lac, Sigottier, Sorbiers
- Haut – A
- B
- C
- D
- E
- F
- G
- H
- I
- J
- K
- L
- M
- N
- O
- P
- Q
- R
- S
- T
- U
- V
- W
- X
- Y
- Z

## T
| Blason de Tallard | Blason  | D'or à la bande componée de sinople et d'argent de cinq pièces. |
| Blason de Tallard | Détails | Le statut officiel du blason reste à déterminer.                |

| Blason de Théus | Blason  | Parti : au 1er d'azur à la fasce d'argent, accompagnée en chef d'un croissant du même et en pointe de trois losanges de gueules*, au 2e de gueules au serpent ondoyant et tortillé d'argent, posé en pal et couronné d'or de cinq fleurons en triangle. |
| Blason de Théus | Détails | * Il y a là non-respect de la règle de contrariété des couleurs : ces armes sont fautives. Le statut officiel du blason reste à déterminer. |

| Blason de Trescléoux | Blason  | Écartelé : au 1er d'azur à la grive contournée d'or, au 2e d'or à trois prunes au naturel, au 3e d'hermine plain, au 4e de gueules au crosseron d'argent. |
| Blason de Trescléoux | Détails | Site Internet de la commune, 2017. Auteur(s)J.-F. Binon                                                                                                   |

- Haut – A
- B
- C
- D
- E
- F
- G
- H
- I
- J
- K
- L
- M
- N
- O
- P
- Q
- R
- S
- T
- U
- V
- W
- X
- Y
- Z

## U
| Blason de Upaix | Blason  | Écartelé : au 1er et au 4e de gueules à un senestrochère d'argent tenant une épée d'or, au 2e et au 3e d'or à un loup ravissant d'azur. |
| Blason de Upaix | Détails | Le statut officiel du blason reste à déterminer.                                                                                        |

## V
| Blason de Val-des-Prés | Blason  | De sinople à la fasce abaissée d'or surmontée d'une vache d'argent. |
| Blason de Val-des-Prés | Détails | Le statut officiel du blason reste à déterminer.                    |

| Blason de Vallouise | Blason  | D'azur à deux croisettes recroisetées d'or rangées en fasce, surmontées d'une étoile du même. |
| Blason de Vallouise | Détails | Le statut officiel du blason reste à déterminer.                                              |

| Blason de Valserres | Blason  | D'azur à une grappe de raisin tigée et feuillée au naturel, à l'inscription en chef VALSERRES en lettres capitales d'or. |
| Blason de Valserres | Détails | Le statut officiel du blason reste à déterminer.                                                                         |

| Blason de Vars | Blason  | D'argent à trois aiglettes éployées de sable armées, membrées et becquées de gueules. |
| Blason de Vars | Détails | Le statut officiel du blason reste à déterminer.                                      |

| Blason de Ventavon | Blason  | D'azur au lion d'or.                             |
| Blason de Ventavon | Détails | Le statut officiel du blason reste à déterminer. |

| Blason de Veynes | Blason  | De gueules à une tour d'argent ajourée, maçonnée et crénelée de cinq pièces de sable, senestrée d'un avant-mur aussi d'argent, ouvert, ajouré, maçonné et crénelé de quatre pièces de sable, le tout posé sur une terrasse de sinople. |
| Blason de Veynes | Détails | Le statut officiel du blason reste à déterminer. |

| Blason de Vigneaux (Les) | Blason  | D'argent au cep de vigne au naturel.                              |
| Blason de Vigneaux (Les) | Détails | Armes parlantes. Le statut officiel du blason reste à déterminer. |

| Blason de Villar-d'Arêne | Blason  | D'azur à un mont de deux coupeaux d'argent, au pal de gueules brochant sur le mont et à un chamois de sable issant de la pointe et brochant sur le tout. |
| Blason de Villar-d'Arêne | Détails | Le statut officiel du blason reste à déterminer. |

| Blason de Vitrolles | Blason  | D'azur au lion d'or armé et lampassé de gueules. |
| Blason de Vitrolles | Détails | Le statut officiel du blason reste à déterminer. |

Pas d'information pour les communes suivantes : Villar-Loubière, Villar-Saint-Pancrace